# Football Club Norma Tallinn
Il Norma Tallinn, ufficialmente FC Norma Tallinn, era una società calcistica estone di Tallinn.

## Storia

### Unione Sovietica
Fondata nel 1959, è stata una delle società più titolate in epoca sovietica, quando il campionato estone era a carattere regionale.
La società, infatti, vinse cinque campionati della RSS Estone e sei coppe (in cinque altre occasioni fu finalista). Inoltre giocò ininterrottamente nella massima serie dal 1959 fino alla ritrovata indipendenza estone.

### Estonia
Dopo lo Dissoluzione dell'Unione Sovietica diventa nel 1992 la prima squadra campione d'Estonia; ciò gli consentì di essere la prima squadra estone a partecipare alle Coppe europee, partecipando alla Champions League. Si ripeté anche la stagione successiva, ottenendo un nuovo accesso alla Champions League: in entrambe le occasioni l'eliminazione arrivò immediata. Nel 1993-94 vinse anche la seconda edizione della Coppa d'Estonia, torneo in cui l'anno prima perse in finale ai rigori contro il Nikol Tallinn; partecipò così alla Coppa delle Coppe, ma fu immediatamente estromessa.
Nel 1994-1995 andò incontro ad una rocambolesca retrocessione: finita sesta nella prima fase, infatti, partecipò al Girone per il titolo, dove finì ultima; il ripescaggio del Tevalte ad opera della FIFA costrinse il club ad operare uno spareggio contro il Kalev Pärnu, che lo vide soccombere. Alla prima stagione in Esiliiga, vinse il campionato, ma ciò non bastò a consentirgli la promozione in massima serie: finì, infatti, terzo nel girone promozione / retrocessione.
L'anno seguente finì ultimo e retrocesse, chiudendo la sua storia.

## Palmarès

### Competizioni nazionali
- Campionato RSS Estone: 5

1964, 1967, 1970, 1979, 1988
- Coppa RSS Estone: 6

1962, 1965, 1971, 1973, 1974, 1989
- Campionato estone: 2

1992, 1992-1993
- Coppa d'Estonia: 1

1993-1994
- Esiliiga: 1

1995-1996

### Altri piazzamenti
- Campionato estone:

Secondo posto: 1993-1994
- Campionato della RSS estone:

Secondo posto: 1966, 1969, 1972, 1976, 1986, 1990, 1991
Terzo posto: 1962
- Coppa di Estonia:

Finalista: 1992-1993

## Statistiche e record

### Partecipazione ai campionati
Nel seguito sono riportati esclusivamente i campionati post-sovietici, in quanto i precedenti erano a carattere regionale.
| Livello | Categoria    | Partecipazioni | Debutto   | Ultima stagione | Totale |
| ------- | ------------ | -------------- | --------- | --------------- | ------ |
| 1º      | Meistriliiga | 4              | 1992      | 1994-1995       | 4      |
| 2º      | Esiliiga     | 2              | 1995-1996 | 1996-1997       | 2      |

### Norma Tallinn nelle coppe europee
| Stagione | Competizione          | Turno       | Nazione              | Squadra               | Andata | Ritorno | Totale |
| -------- | --------------------- | ----------- | -------------------- | --------------------- | ------ | ------- | ------ |
| 1992-93  | UEFA Champions League | Preliminare | Slovenia (bandiera)  | NK Olimpija Ljubljana | 0-3    | 0-2     | 0-5    |
| 1993-94  | UEFA Champions League | Preliminare | Finlandia (bandiera) | HJK Helsinki          | 1-1    | 0-1     | 1-2    |
| 1994-95  | Coppa delle Coppe     | Preliminare | Slovenia (bandiera)  | NK Maribor            | 1-4    | 0-10    | 1-14   |